# Tour de l'Avenir de 2019
A 56.ª edição do Tour de l'Avenir (nome oficial em francês: Tour de l'Avenir) foi uma carreira de ciclismo de estrada por etapas que se celebrou entre o 15 e o 25 de agosto de 2019 na França com início na população de Marmande e final na população de La Corbière sobre um percurso total de 1.071,5 quilómetros.
A carreira fez parte da Copa das Nações UCI sub-23 de 2019 dentro da categoria UCI 2.ncup (limitada a corredores menores de 23 anos). O vencedor final foi o norueguês Tobias Foss seguido do italiano Giovanni Aleotti e o belga Ilan Van Wilder.
O Tour de l'Avenir é a concorrência mais importante do mundo para corredores juvenis baixo a organização do mesmo que o Tour de France, nela intervêm selecções nacionais e equipas ciclistas sub-23 convidados pela organização.

## Equipas participantes
Tomaram parte na carreira 26 equipas: 23 selecções nacionais, 2 equipas de categoria amador sub-23 da região de França e a equipa do Centro Mundial de Ciclismo da UCI, formando assim um pelotão de 156 ciclistas dos que acabaram 105. As equipas participantes foram:
| Equipes nacionais (23)- Colômbia U23 - França U23 - Alemanha U23 - Austrália U23 - Áustria U23 - Bélgica U23 - Bielorrússia U23 - Canadá U23 - Dinamarca U23 - Equador U23 - Eritreia U23 - Espanha U23 - Estados Unidos U23 - Grã-Bretanha U23 - Hungria U23 - Itália U23 - Luxemburgo U23 - Noruega U23 - Países Baixos U23 - Portugal U23 - Rússia U23 - Eslovénia U23 - Suíça U23 Equipe amadora de ciclismo- Auvergne-Rhône-Alpes U23 Equipe regional e clube- World Cycling Centre Unknown team category- Southwest defence and security zone |
| |

## Percorrido
O Tour de l'Avenir dispôs de dez etapas, dividido numa etapa plana, cinco etapas em media montanha, três etapas de alta montanha, e uma contrarrelógio individual para um percurso total de 1.071,5 quilómetros.
| Etapa | Data         | Percurso                                  | type                       | Distância (km) | Vencedor          | Líder geral       |
| ----- | ------------ | ----------------------------------------- | -------------------------- | -------------- | ----------------- | ----------------- |
| 1     | 15 ago.      | Marmande – Marmande                       | etapa plana                | 134,3          | Mathias Norsgaard | Mathias Norsgaard |
| 2     | 16 ago.      | Eymet – Bergerac                          | contrarrelógio por equipes | 32,5           | Suíça U23         | Mathias Norsgaard |
| 3     | 17 ago.      | Montignac-Lascaux – Mauriac               | média montanha             | 169,6          | Ethan Hayter      | Tobias Foss       |
| 4     | 18 ago.      | Mauriac – Espalion                        | média montanha             | 163,7          | Fred Wright       | Simon Guglielmi   |
| 5     | 19 ago.      | Espalion – Saint-Julien-Chapteuil         | média montanha             | 162,8          | Ben Healy         | Simon Guglielmi   |
| 6     | 20 ago.      | Saint-Julien-Chapteuil – Privas           | média montanha             | 125,4          | Stefan Bissegger  | Giovanni Aleotti  |
|       | 21 de agosto | Dia de descanso                           | Dia de descanso            |                |                   |                   |
| 7     | 22 ago.      | Grésy-sur-Isère – La Giettaz              | média montanha             | 106,4          | Harold Tejada     | Mauri Vansevenant |
| 8     | 23 ago.      | Brides-les-Bains – Méribel                | alta montanha              | 23,4           | Alexander Evans   | Tobias Foss       |
| 9     | 24 ago.      | Villaroger – Tignes                       | alta montanha              | 74,3           | Attila Valter     | Tobias Foss       |
| 10    | 25 ago.      | Saint-Colomban-des-Villards – La Corbière | alta montanha              | 79,1           | Alexander Cepeda  | Tobias Foss       |

## Desenvolvimento da carreira

### 1.ª etapa
| \| Classificação por etapas \| Classificação por etapas \| Classificação por etapas \| Classificação por etapas \| Classificação por etapas \| \| Ciclista \| Ciclista \| Equipe \| Tempo \| \| \| ------------------------ \| ------------------------ \| ------------------------ \| ------------------------ \| ------------------------ \| \| 1. \| Mathias Norsgaard \| Dinamarca U23 \| 2h58m49s \| \| \| 2. \| Ethan Hayter \| Grã-Bretanha U23 \| + 52s \| \| \| 3. \| Thomas Pidcock \| Grã-Bretanha U23 \| + 52s \| \| \| 4. \| Niklas Märkl \| Alemanha U23 \| + 52s \| \| \| 5. \| Stefan Bissegger \| Suíça U23 \| + 52s \| \| \| 6. \| Nils Eekhoff \| Países Baixos U23 \| + 52s \| \| \| 7. \| Kaden Groves \| Austrália U23 \| + 52s \| \| \| 8. \| Michael Hernandez \| Estados Unidos U23 \| + 52s \| \| \| 9. \| Torjus Sleen \| Noruega U23 \| + 52s \| \| \| 10. \| Tobias Bayer \| Áustria U23 \| + 52s \| \| |                   |                    |          |
| |                   |                    |          |
| |                   |                    |          |
| Classificação por etapas |                   |                    |          |
| Ciclista | Ciclista          | Equipe             | Tempo    |
| 1. | Mathias Norsgaard | Dinamarca U23      | 2h58m49s |
| 2. | Ethan Hayter      | Grã-Bretanha U23   | + 52s    |
| 3. | Thomas Pidcock    | Grã-Bretanha U23   | + 52s    |
| 4. | Niklas Märkl      | Alemanha U23       | + 52s    |
| 5. | Stefan Bissegger  | Suíça U23          | + 52s    |
| 6. | Nils Eekhoff      | Países Baixos U23  | + 52s    |
| 7. | Kaden Groves      | Austrália U23      | + 52s    |
| 8. | Michael Hernandez | Estados Unidos U23 | + 52s    |
| 9. | Torjus Sleen      | Noruega U23        | + 52s    |
| 10. | Tobias Bayer      | Áustria U23        | + 52s    |

| \| Classificação geral \| Classificação geral \| Classificação geral \| Classificação geral \| Classificação geral \| \| Ciclista \| Ciclista \| Equipe \| Tempo \| \| \| ------------------- \| ------------------- \| ------------------- \| ------------------- \| ------------------- \| \| 1. \| Mathias Norsgaard \| Dinamarca U23 \| 2h58m49s \| \| \| 2. \| Ethan Hayter \| Grã-Bretanha U23 \| + 52s \| \| \| 3. \| Thomas Pidcock \| Grã-Bretanha U23 \| + 52s \| \| \| 4. \| Niklas Märkl \| Alemanha U23 \| + 52s \| \| \| 5. \| Stefan Bissegger \| Suíça U23 \| + 52s \| \| \| 6. \| Nils Eekhoff \| Países Baixos U23 \| + 52s \| \| \| 7. \| Kaden Groves \| Austrália U23 \| + 52s \| \| \| 8. \| Michael Hernandez \| Estados Unidos U23 \| + 52s \| \| \| 9. \| Torjus Sleen \| Noruega U23 \| + 52s \| \| \| 10. \| Tobias Bayer \| Áustria U23 \| + 52s \| \| |                   |                    |          |
| |                   |                    |          |
| |                   |                    |          |
| Classificação geral |                   |                    |          |
| Ciclista | Ciclista          | Equipe             | Tempo    |
| 1. | Mathias Norsgaard | Dinamarca U23      | 2h58m49s |
| 2. | Ethan Hayter      | Grã-Bretanha U23   | + 52s    |
| 3. | Thomas Pidcock    | Grã-Bretanha U23   | + 52s    |
| 4. | Niklas Märkl      | Alemanha U23       | + 52s    |
| 5. | Stefan Bissegger  | Suíça U23          | + 52s    |
| 6. | Nils Eekhoff      | Países Baixos U23  | + 52s    |
| 7. | Kaden Groves      | Austrália U23      | + 52s    |
| 8. | Michael Hernandez | Estados Unidos U23 | + 52s    |
| 9. | Torjus Sleen      | Noruega U23        | + 52s    |
| 10. | Tobias Bayer      | Áustria U23        | + 52s    |

### 2.ª etapa
| \| Classificação por etapas \| Classificação por etapas \| Classificação por etapas \| Classificação por etapas \| Classificação por etapas \| \| Ciclista \| Ciclista \| Equipe \| Tempo \| \| \| ------------------------ \| ------------------------------------------- \| ------------------------ \| ------------------------ \| ------------------------ \| \| 1. \| Swiss men's U23 national road cycling team \| \| 38m06s \| \| \| 2. \| Équipe nationale de Norvège espoirs \| \| + 28s \| \| \| 3. \| Équipe nationale du Danemark espoirs \| \| + 47s \| \| \| 4. \| Équipe nationale d'Italie espoirs \| \| + 52s \| \| \| 5. \| Équipe nationale de Grande-Bretagne espoirs \| \| + 54s \| \| \| 6. \| Équipe nationale des Pays-Bas espoirs \| \| + 56s \| \| \| 7. \| Équipe nationale de France espoirs \| \| + 1m06s \| \| \| 8. \| Équipe nationale d'Australie espoirs \| \| + 1m23s \| \| \| 9. \| Équipe nationale d'Allemagne espoirs \| \| + 1m27s \| \| \| 10. \| Équipe nationale de Belgique espoirs \| \| + 1m30s \| \| |                                             |        |         |
| |                                             |        |         |
| |                                             |        |         |
| Classificação por etapas |                                             |        |         |
| Ciclista | Ciclista                                    | Equipe | Tempo   |
| 1. | Swiss men's U23 national road cycling team  |        | 38m06s  |
| 2. | Équipe nationale de Norvège espoirs         |        | + 28s   |
| 3. | Équipe nationale du Danemark espoirs        |        | + 47s   |
| 4. | Équipe nationale d'Italie espoirs           |        | + 52s   |
| 5. | Équipe nationale de Grande-Bretagne espoirs |        | + 54s   |
| 6. | Équipe nationale des Pays-Bas espoirs       |        | + 56s   |
| 7. | Équipe nationale de France espoirs          |        | + 1m06s |
| 8. | Équipe nationale d'Australie espoirs        |        | + 1m23s |
| 9. | Équipe nationale d'Allemagne espoirs        |        | + 1m27s |
| 10. | Équipe nationale de Belgique espoirs        |        | + 1m30s |

| \| Classificação geral \| Classificação geral \| Classificação geral \| Classificação geral \| Classificação geral \| \| Ciclista \| Ciclista \| Equipe \| Tempo \| \| \| ------------------- \| ------------------- \| ------------------- \| ------------------- \| ------------------- \| \| 1. \| Mathias Norsgaard \| Dinamarca U23 \| 3h37m42s \| \| \| 2. \| Stefan Bissegger \| Suíça U23 \| + 5s \| \| \| 3. \| Damian Lüscher \| Suíça U23 \| + 5s \| \| \| 4. \| Joel Suter \| Suíça U23 \| + 5s \| \| \| 5. \| Robin Froidevaux \| Suíça U23 \| + 5s \| \| \| 6. \| Torjus Sleen \| Noruega U23 \| + 33s \| \| \| 7. \| Tobias Foss \| Noruega U23 \| + 33s \| \| \| 8. \| Idar Andersen \| Noruega U23 \| + 33s \| \| \| 9. \| Søren Wærenskjold \| Noruega U23 \| + 33s \| \| \| 10. \| Morten Hulgaard \| Dinamarca U23 \| + 52s \| \| |                   |               |          |
| |                   |               |          |
| |                   |               |          |
| Classificação geral |                   |               |          |
| Ciclista | Ciclista          | Equipe        | Tempo    |
| 1. | Mathias Norsgaard | Dinamarca U23 | 3h37m42s |
| 2. | Stefan Bissegger  | Suíça U23     | + 5s     |
| 3. | Damian Lüscher    | Suíça U23     | + 5s     |
| 4. | Joel Suter        | Suíça U23     | + 5s     |
| 5. | Robin Froidevaux  | Suíça U23     | + 5s     |
| 6. | Torjus Sleen      | Noruega U23   | + 33s    |
| 7. | Tobias Foss       | Noruega U23   | + 33s    |
| 8. | Idar Andersen     | Noruega U23   | + 33s    |
| 9. | Søren Wærenskjold | Noruega U23   | + 33s    |
| 10. | Morten Hulgaard   | Dinamarca U23 | + 52s    |

### 3.ª etapa
| \| Classificação por etapas \| Classificação por etapas \| Classificação por etapas \| Classificação por etapas \| Classificação por etapas \| \| Ciclista \| Ciclista \| Equipe \| Tempo \| \| \| ------------------------ \| ------------------------ \| ------------------------ \| ------------------------ \| ------------------------ \| \| 1. \| Ethan Hayter \| Grã-Bretanha U23 \| 4h02m40s \| \| \| 2. \| Thomas Pidcock \| Grã-Bretanha U23 \| + 0s \| \| \| 3. \| Stefano Oldani \| Itália U23 \| + 0s \| \| \| 4. \| Harold Tejada \| Colômbia U23 \| + 0s \| \| \| 5. \| Tobias Foss \| Noruega U23 \| + 0s \| \| \| 6. \| Samuele Battistella \| Itália U23 \| + 0s \| \| \| 7. \| Urko Berrade \| Espanha U23 \| + 0s \| \| \| 8. \| Attila Valter \| Hungria \| + 0s \| \| \| 9. \| Clément Champoussin \| França U23 \| + 0s \| \| \| 10. \| Ilan Van Wilder \| Bélgica U23 \| + 0s \| \| |                     |                  |          |
| |                     |                  |          |
| |                     |                  |          |
| Classificação por etapas |                     |                  |          |
| Ciclista | Ciclista            | Equipe           | Tempo    |
| 1. | Ethan Hayter        | Grã-Bretanha U23 | 4h02m40s |
| 2. | Thomas Pidcock      | Grã-Bretanha U23 | + 0s     |
| 3. | Stefano Oldani      | Itália U23       | + 0s     |
| 4. | Harold Tejada       | Colômbia U23     | + 0s     |
| 5. | Tobias Foss         | Noruega U23      | + 0s     |
| 6. | Samuele Battistella | Itália U23       | + 0s     |
| 7. | Urko Berrade        | Espanha U23      | + 0s     |
| 8. | Attila Valter       | Hungria          | + 0s     |
| 9. | Clément Champoussin | França U23       | + 0s     |
| 10. | Ilan Van Wilder     | Bélgica U23      | + 0s     |

| \| Classificação geral \| Classificação geral \| Classificação geral \| Classificação geral \| Classificação geral \| \| Ciclista \| Ciclista \| Equipe \| Tempo \| \| \| ------------------- \| ------------------- \| ------------------- \| ------------------- \| ------------------- \| \| 1. \| Tobias Foss \| Noruega U23 \| + 7h40m55s \| \| \| 2. \| Torjus Sleen \| Noruega U23 \| + 0s \| \| \| 3. \| Damian Lüscher \| Suíça U23 \| + 0s \| \| \| 4. \| Stefano Oldani \| Itália U23 \| + 24s \| \| \| 5. \| Samuele Battistella \| Itália U23 \| + 24s \| \| \| 6. \| Andrea Bagioli \| Itália U23 \| + 24s \| \| \| 7. \| Ethan Hayter \| Grã-Bretanha U23 \| + 26s \| \| \| 8. \| Thomas Pidcock \| Grã-Bretanha U23 \| + 26s \| \| \| 9. \| Stefan Bissegger \| Suíça U23 \| + 32s \| \| \| 10. \| Clément Champoussin \| França U23 \| + 38s \| \| |                     |                  |            |
| |                     |                  |            |
| |                     |                  |            |
| Classificação geral |                     |                  |            |
| Ciclista | Ciclista            | Equipe           | Tempo      |
| 1. | Tobias Foss         | Noruega U23      | + 7h40m55s |
| 2. | Torjus Sleen        | Noruega U23      | + 0s       |
| 3. | Damian Lüscher      | Suíça U23        | + 0s       |
| 4. | Stefano Oldani      | Itália U23       | + 24s      |
| 5. | Samuele Battistella | Itália U23       | + 24s      |
| 6. | Andrea Bagioli      | Itália U23       | + 24s      |
| 7. | Ethan Hayter        | Grã-Bretanha U23 | + 26s      |
| 8. | Thomas Pidcock      | Grã-Bretanha U23 | + 26s      |
| 9. | Stefan Bissegger    | Suíça U23        | + 32s      |
| 10. | Clément Champoussin | França U23       | + 38s      |

### 4.ª etapa
| \| Classificação por etapas \| Classificação por etapas \| Classificação por etapas \| Classificação por etapas \| Classificação por etapas \| \| Ciclista \| Ciclista \| Equipe \| Tempo \| \| \| ------------------------ \| ------------------------ \| ------------------------ \| ------------------------ \| ------------------------ \| \| 1. \| Fred Wright \| Grã-Bretanha U23 \| 3h54m44s \| \| \| 2. \| Joel Suter \| Suíça U23 \| + 0s \| \| \| 3. \| Søren Wærenskjold \| Noruega U23 \| + 0s \| \| \| 4. \| Simon Guglielmi \| França U23 \| + 0s \| \| \| 5. \| Patrick Gamper \| Áustria U23 \| + 0s \| \| \| 6. \| Giovanni Aleotti \| Itália U23 \| + 0s \| \| \| 7. \| Patrick Haller \| Alemanha U23 \| + 0s \| \| \| 8. \| Miguel Heidemann \| Alemanha U23 \| + 14s \| \| \| 9. \| Jim Brown \| Grã-Bretanha U23 \| + 2m05s \| \| \| 10. \| Tilen Finkšt \| Eslovénia U23 \| + 2m05s \| \| |                   |                  |          |
| |                   |                  |          |
| |                   |                  |          |
| Classificação por etapas |                   |                  |          |
| Ciclista | Ciclista          | Equipe           | Tempo    |
| 1. | Fred Wright       | Grã-Bretanha U23 | 3h54m44s |
| 2. | Joel Suter        | Suíça U23        | + 0s     |
| 3. | Søren Wærenskjold | Noruega U23      | + 0s     |
| 4. | Simon Guglielmi   | França U23       | + 0s     |
| 5. | Patrick Gamper    | Áustria U23      | + 0s     |
| 6. | Giovanni Aleotti  | Itália U23       | + 0s     |
| 7. | Patrick Haller    | Alemanha U23     | + 0s     |
| 8. | Miguel Heidemann  | Alemanha U23     | + 14s    |
| 9. | Jim Brown         | Grã-Bretanha U23 | + 2m05s  |
| 10. | Tilen Finkšt      | Eslovénia U23    | + 2m05s  |

| \| Classificação geral \| Classificação geral \| Classificação geral \| Classificação geral \| Classificação geral \| \| Ciclista \| Ciclista \| Equipe \| Tempo \| \| \| ------------------- \| ------------------- \| ------------------- \| ------------------- \| ------------------- \| \| 1. \| Simon Guglielmi \| França U23 \| 11h37m02s \| \| \| 2. \| Giovanni Aleotti \| Itália U23 \| + 1s \| \| \| 3. \| Tobias Foss \| Noruega U23 \| + 42s \| \| \| 4. \| Torjus Sleen \| Noruega U23 \| + 42s \| \| \| 5. \| Damian Lüscher \| Suíça U23 \| + 42s \| \| \| 6. \| Samuele Battistella \| Itália U23 \| + 1m06s \| \| \| 7. \| Andrea Bagioli \| Itália U23 \| + 1m06s \| \| \| 8. \| Stefano Oldani \| Itália U23 \| + 1m06s \| \| \| 9. \| Thomas Pidcock \| Grã-Bretanha U23 \| + 1m08s \| \| \| 10. \| Stefan Bissegger \| Suíça U23 \| + 1m14s \| \| |                     |                  |           |
| |                     |                  |           |
| |                     |                  |           |
| Classificação geral |                     |                  |           |
| Ciclista | Ciclista            | Equipe           | Tempo     |
| 1. | Simon Guglielmi     | França U23       | 11h37m02s |
| 2. | Giovanni Aleotti    | Itália U23       | + 1s      |
| 3. | Tobias Foss         | Noruega U23      | + 42s     |
| 4. | Torjus Sleen        | Noruega U23      | + 42s     |
| 5. | Damian Lüscher      | Suíça U23        | + 42s     |
| 6. | Samuele Battistella | Itália U23       | + 1m06s   |
| 7. | Andrea Bagioli      | Itália U23       | + 1m06s   |
| 8. | Stefano Oldani      | Itália U23       | + 1m06s   |
| 9. | Thomas Pidcock      | Grã-Bretanha U23 | + 1m08s   |
| 10. | Stefan Bissegger    | Suíça U23        | + 1m14s   |

### 5.ª etapa
| \| Classificação por etapas \| Classificação por etapas \| Classificação por etapas \| Classificação por etapas \| Classificação por etapas \| \| Ciclista \| Ciclista \| Equipe \| Tempo \| \| \| ------------------------ \| ------------------------ \| ------------------------ \| ------------------------ \| ------------------------ \| \| 1. \| Ben Healy \| World Cycling Centre \| 4h03m26s \| \| \| 2. \| Morten Hulgaard \| Dinamarca U23 \| + 2s \| \| \| 3. \| Matteo Jorgenson \| Estados Unidos U23 \| + 5s \| \| \| 4. \| Thomas Pidcock \| Grã-Bretanha U23 \| + 1m31s \| \| \| 5. \| Stefano Oldani \| Itália U23 \| + 1m31s \| \| \| 6. \| Tobias Foss \| Noruega U23 \| + 1m31s \| \| \| 7. \| Stefan Bissegger \| Suíça U23 \| + 1m31s \| \| \| 8. \| Tilen Finkšt \| Eslovénia U23 \| + 1m32s \| \| \| 9. \| Patrick Haller \| Alemanha U23 \| + 1m32s \| \| \| 10. \| Mathieu Burgaudeau \| França U23 \| + 1m32s \| \| |                    |                      |          |
| |                    |                      |          |
| |                    |                      |          |
| Classificação por etapas |                    |                      |          |
| Ciclista | Ciclista           | Equipe               | Tempo    |
| 1. | Ben Healy          | World Cycling Centre | 4h03m26s |
| 2. | Morten Hulgaard    | Dinamarca U23        | + 2s     |
| 3. | Matteo Jorgenson   | Estados Unidos U23   | + 5s     |
| 4. | Thomas Pidcock     | Grã-Bretanha U23     | + 1m31s  |
| 5. | Stefano Oldani     | Itália U23           | + 1m31s  |
| 6. | Tobias Foss        | Noruega U23          | + 1m31s  |
| 7. | Stefan Bissegger   | Suíça U23            | + 1m31s  |
| 8. | Tilen Finkšt       | Eslovénia U23        | + 1m32s  |
| 9. | Patrick Haller     | Alemanha U23         | + 1m32s  |
| 10. | Mathieu Burgaudeau | França U23           | + 1m32s  |

| \| Classificação geral \| Classificação geral \| Classificação geral \| Classificação geral \| Classificação geral \| \| Ciclista \| Ciclista \| Equipe \| Tempo \| \| \| ------------------- \| ------------------- \| ------------------- \| ------------------- \| ------------------- \| \| 1. \| Simon Guglielmi \| França U23 \| 15h42m00s \| \| \| 2. \| Giovanni Aleotti \| Itália U23 \| + 1s \| \| \| 3. \| Tobias Foss \| Noruega U23 \| + 41s \| \| \| 4. \| Torjus Sleen \| Noruega U23 \| + 42s \| \| \| 5. \| Damian Lüscher \| Suíça U23 \| + 42s \| \| \| 6. \| Stefano Oldani \| Itália U23 \| + 1m05s \| \| \| 7. \| Samuele Battistella \| Itália U23 \| + 1m06s \| \| \| 8. \| Andrea Bagioli \| Itália U23 \| + 1m06s \| \| \| 9. \| Thomas Pidcock \| Grã-Bretanha U23 \| + 1m07s \| \| \| 10. \| Stefan Bissegger \| Suíça U23 \| + 1m13s \| \| |                     |                  |           |
| |                     |                  |           |
| |                     |                  |           |
| Classificação geral |                     |                  |           |
| Ciclista | Ciclista            | Equipe           | Tempo     |
| 1. | Simon Guglielmi     | França U23       | 15h42m00s |
| 2. | Giovanni Aleotti    | Itália U23       | + 1s      |
| 3. | Tobias Foss         | Noruega U23      | + 41s     |
| 4. | Torjus Sleen        | Noruega U23      | + 42s     |
| 5. | Damian Lüscher      | Suíça U23        | + 42s     |
| 6. | Stefano Oldani      | Itália U23       | + 1m05s   |
| 7. | Samuele Battistella | Itália U23       | + 1m06s   |
| 8. | Andrea Bagioli      | Itália U23       | + 1m06s   |
| 9. | Thomas Pidcock      | Grã-Bretanha U23 | + 1m07s   |
| 10. | Stefan Bissegger    | Suíça U23        | + 1m13s   |

### 6.ª etapa
| \| Classificação por etapas \| Classificação por etapas \| Classificação por etapas \| Classificação por etapas \| Classificação por etapas \| \| Ciclista \| Ciclista \| Equipe \| Tempo \| \| \| ------------------------ \| ------------------------ \| ------------------------ \| ------------------------ \| ------------------------ \| \| 1. \| Stefan Bissegger \| Suíça U23 \| 2h55m47s \| \| \| 2. \| Kaden Groves \| Austrália U23 \| + 0s \| \| \| 3. \| Matteo Jorgenson \| Estados Unidos U23 \| + 1s \| \| \| 4. \| Tobias Bayer \| Áustria U23 \| + 1s \| \| \| 5. \| Jonas Rutsch \| Alemanha U23 \| + 3s \| \| \| 6. \| Ilan Van Wilder \| Bélgica U23 \| + 3s \| \| \| 7. \| Samuele Battistella \| Itália U23 \| + 11s \| \| \| 8. \| Tobias Foss \| Noruega U23 \| + 11s \| \| \| 9. \| Morten Hulgaard \| Dinamarca U23 \| + 23s \| \| \| 10. \| Urko Berrade \| Espanha U23 \| + 23s \| \| |                     |                    |          |
| |                     |                    |          |
| |                     |                    |          |
| Classificação por etapas |                     |                    |          |
| Ciclista | Ciclista            | Equipe             | Tempo    |
| 1. | Stefan Bissegger    | Suíça U23          | 2h55m47s |
| 2. | Kaden Groves        | Austrália U23      | + 0s     |
| 3. | Matteo Jorgenson    | Estados Unidos U23 | + 1s     |
| 4. | Tobias Bayer        | Áustria U23        | + 1s     |
| 5. | Jonas Rutsch        | Alemanha U23       | + 3s     |
| 6. | Ilan Van Wilder     | Bélgica U23        | + 3s     |
| 7. | Samuele Battistella | Itália U23         | + 11s    |
| 8. | Tobias Foss         | Noruega U23        | + 11s    |
| 9. | Morten Hulgaard     | Dinamarca U23      | + 23s    |
| 10. | Urko Berrade        | Espanha U23        | + 23s    |

| \| Classificação geral \| Classificação geral \| Classificação geral \| Classificação geral \| Classificação geral \| \| Ciclista \| Ciclista \| Equipe \| Tempo \| \| \| ------------------- \| ------------------- \| ------------------- \| ------------------- \| ------------------- \| \| 1. \| Giovanni Aleotti \| Itália U23 \| 18h38m34s \| \| \| 2. \| Tobias Foss \| Noruega U23 \| + 5s \| \| \| 3. \| Damian Lüscher \| Suíça U23 \| + 18s \| \| \| 4. \| Stefan Bissegger \| Suíça U23 \| + 26s \| \| \| 5. \| Samuele Battistella \| Itália U23 \| + 30s \| \| \| 6. \| Matteo Jorgenson \| Estados Unidos U23 \| + 34s \| \| \| 7. \| Thomas Pidcock \| Grã-Bretanha U23 \| + 43s \| \| \| 8. \| Jonas Rutsch \| Alemanha U23 \| + 57s \| \| \| 9. \| Ilan Van Wilder \| Bélgica U23 \| + 1m00s \| \| \| 10. \| Mauri Vansevenant \| Bélgica U23 \| + 1m20s \| \| |                     |                    |           |
| |                     |                    |           |
| |                     |                    |           |
| Classificação geral |                     |                    |           |
| Ciclista | Ciclista            | Equipe             | Tempo     |
| 1. | Giovanni Aleotti    | Itália U23         | 18h38m34s |
| 2. | Tobias Foss         | Noruega U23        | + 5s      |
| 3. | Damian Lüscher      | Suíça U23          | + 18s     |
| 4. | Stefan Bissegger    | Suíça U23          | + 26s     |
| 5. | Samuele Battistella | Itália U23         | + 30s     |
| 6. | Matteo Jorgenson    | Estados Unidos U23 | + 34s     |
| 7. | Thomas Pidcock      | Grã-Bretanha U23   | + 43s     |
| 8. | Jonas Rutsch        | Alemanha U23       | + 57s     |
| 9. | Ilan Van Wilder     | Bélgica U23        | + 1m00s   |
| 10. | Mauri Vansevenant   | Bélgica U23        | + 1m20s   |

### 7.ª etapa
| \| Classificação por etapas \| Classificação por etapas \| Classificação por etapas \| Classificação por etapas \| Classificação por etapas \| \| Ciclista \| Ciclista \| Equipe \| Tempo \| \| \| ------------------------ \| ------------------------ \| ------------------------ \| ------------------------ \| ------------------------ \| \| 1. \| Harold Tejada \| Colômbia U23 \| 2h52m32s \| \| \| 2. \| Mauri Vansevenant \| Bélgica U23 \| + 0s \| \| \| 3. \| Clément Champoussin \| França U23 \| + 18s \| \| \| 4. \| Sylvain Moniquet \| Bélgica U23 \| + 35s \| \| \| 5. \| Samuele Battistella \| Itália U23 \| + 2m05s \| \| \| 6. \| Matteo Jorgenson \| Estados Unidos U23 \| + 2m05s \| \| \| 7. \| Giovanni Aleotti \| Itália U23 \| + 2m05s \| \| \| 8. \| Ilan Van Wilder \| Bélgica U23 \| + 2m05s \| \| \| 9. \| Urko Berrade \| Espanha U23 \| + 2m05s \| \| \| 10. \| Tobias Foss \| Noruega U23 \| + 2m05s \| \| |                     |                    |          |
| |                     |                    |          |
| |                     |                    |          |
| Classificação por etapas |                     |                    |          |
| Ciclista | Ciclista            | Equipe             | Tempo    |
| 1. | Harold Tejada       | Colômbia U23       | 2h52m32s |
| 2. | Mauri Vansevenant   | Bélgica U23        | + 0s     |
| 3. | Clément Champoussin | França U23         | + 18s    |
| 4. | Sylvain Moniquet    | Bélgica U23        | + 35s    |
| 5. | Samuele Battistella | Itália U23         | + 2m05s  |
| 6. | Matteo Jorgenson    | Estados Unidos U23 | + 2m05s  |
| 7. | Giovanni Aleotti    | Itália U23         | + 2m05s  |
| 8. | Ilan Van Wilder     | Bélgica U23        | + 2m05s  |
| 9. | Urko Berrade        | Espanha U23        | + 2m05s  |
| 10. | Tobias Foss         | Noruega U23        | + 2m05s  |

| \| Classificação geral \| Classificação geral \| Classificação geral \| Classificação geral \| Classificação geral \| \| Ciclista \| Ciclista \| Equipe \| Tempo \| \| \| ------------------- \| ------------------- \| ------------------- \| ------------------- \| ------------------- \| \| 1. \| Mauri Vansevenant \| Bélgica U23 \| 21h32m26s \| \| \| 2. \| Giovanni Aleotti \| Itália U23 \| + 45s \| \| \| 3. \| Tobias Foss \| Noruega U23 \| + 50s \| \| \| 4. \| Samuele Battistella \| Itália U23 \| + 1m15s \| \| \| 5. \| Matteo Jorgenson \| Estados Unidos U23 \| + 1m19s \| \| \| 6. \| Ilan Van Wilder \| Bélgica U23 \| + 1m45s \| \| \| 7. \| Clément Champoussin \| França U23 \| + 2m06s \| \| \| 8. \| Urko Berrade \| Espanha U23 \| + 2m50s \| \| \| 9. \| Georg Zimmermann \| Alemanha U23 \| + 3m02s \| \| \| 10. \| Sylvain Moniquet \| Bélgica U23 \| + 3m06s \| \| |                     |                    |           |
| |                     |                    |           |
| |                     |                    |           |
| Classificação geral |                     |                    |           |
| Ciclista | Ciclista            | Equipe             | Tempo     |
| 1. | Mauri Vansevenant   | Bélgica U23        | 21h32m26s |
| 2. | Giovanni Aleotti    | Itália U23         | + 45s     |
| 3. | Tobias Foss         | Noruega U23        | + 50s     |
| 4. | Samuele Battistella | Itália U23         | + 1m15s   |
| 5. | Matteo Jorgenson    | Estados Unidos U23 | + 1m19s   |
| 6. | Ilan Van Wilder     | Bélgica U23        | + 1m45s   |
| 7. | Clément Champoussin | França U23         | + 2m06s   |
| 8. | Urko Berrade        | Espanha U23        | + 2m50s   |
| 9. | Georg Zimmermann    | Alemanha U23       | + 3m02s   |
| 10. | Sylvain Moniquet    | Bélgica U23        | + 3m06s   |

### 8.ª etapa
| \| Classificação por etapas \| Classificação por etapas \| Classificação por etapas \| Classificação por etapas \| Classificação por etapas \| \| Ciclista \| Ciclista \| Equipe \| Tempo \| \| \| ------------------------ \| ------------------------ \| ------------------------ \| ------------------------ \| ------------------------ \| \| 1. \| Alexander Evans \| Austrália U23 \| 1h05m39s \| \| \| 2. \| Michel Ries \| Luxemburgo U23 \| + 12s \| \| \| 3. \| Clément Champoussin \| França U23 \| + 24s \| \| \| 4. \| Matteo Jorgenson \| Estados Unidos U23 \| + 36s \| \| \| 5. \| Tobias Foss \| Noruega U23 \| + 42s \| \| \| 6. \| Jhojan García \| Colômbia U23 \| + 1m04s \| \| \| 7. \| Jon Agirre \| Espanha U23 \| + 1m23s \| \| \| 8. \| Ilan Van Wilder \| Bélgica U23 \| + 1m25s \| \| \| 9. \| Giovanni Aleotti \| Itália U23 \| + 1m28s \| \| \| 10. \| Nicolas Prodhomme \| França U23 \| + 1m40s \| \| |                     |                    |          |
| |                     |                    |          |
| |                     |                    |          |
| Classificação por etapas |                     |                    |          |
| Ciclista | Ciclista            | Equipe             | Tempo    |
| 1. | Alexander Evans     | Austrália U23      | 1h05m39s |
| 2. | Michel Ries         | Luxemburgo U23     | + 12s    |
| 3. | Clément Champoussin | França U23         | + 24s    |
| 4. | Matteo Jorgenson    | Estados Unidos U23 | + 36s    |
| 5. | Tobias Foss         | Noruega U23        | + 42s    |
| 6. | Jhojan García       | Colômbia U23       | + 1m04s  |
| 7. | Jon Agirre          | Espanha U23        | + 1m23s  |
| 8. | Ilan Van Wilder     | Bélgica U23        | + 1m25s  |
| 9. | Giovanni Aleotti    | Itália U23         | + 1m28s  |
| 10. | Nicolas Prodhomme   | França U23         | + 1m40s  |

| \| Classificação geral \| Classificação geral \| Classificação geral \| Classificação geral \| Classificação geral \| \| Ciclista \| Ciclista \| Equipe \| Tempo \| \| \| ------------------- \| ------------------- \| ------------------- \| ------------------- \| ------------------- \| \| 1. \| Tobias Foss \| Noruega U23 \| 22h39m37s \| \| \| 2. \| Matteo Jorgenson \| Estados Unidos U23 \| + 23s \| \| \| 3. \| Giovanni Aleotti \| Itália U23 \| + 41s \| \| \| 4. \| Clément Champoussin \| França U23 \| + 58s \| \| \| 5. \| Ilan Van Wilder \| Bélgica U23 \| + \| \| |                     |                    |           |
| |                     |                    |           |
| |                     |                    |           |
| Classificação geral |                     |                    |           |
| Ciclista | Ciclista            | Equipe             | Tempo     |
| 1. | Tobias Foss         | Noruega U23        | 22h39m37s |
| 2. | Matteo Jorgenson    | Estados Unidos U23 | + 23s     |
| 3. | Giovanni Aleotti    | Itália U23         | + 41s     |
| 4. | Clément Champoussin | França U23         | + 58s     |
| 5. | Ilan Van Wilder     | Bélgica U23        | +         |

### 9.ª etapa
| \| Classificação por etapas \| Classificação por etapas \| Classificação por etapas \| Classificação por etapas \| Classificação por etapas \| \| Ciclista \| Ciclista \| Equipe \| Tempo \| \| \| ------------------------ \| ------------------------ \| ------------------------ \| ------------------------ \| ------------------------ \| \| 1. \| Attila Valter \| Hungria U23 \| \| \| \| 2. \| Tobias Foss \| Noruega U23 \| + 15s \| \| \| 3. \| Georg Zimmermann \| Alemanha U23 \| + 32s \| \| \| 4. \| Giovanni Aleotti \| Itália U23 \| + 44s \| \| \| 5. \| Ilan Van Wilder \| Bélgica U23 \| + 1m10s \| \| |                  |              |         |
| |                  |              |         |
| |                  |              |         |
| Classificação por etapas |                  |              |         |
| Ciclista | Ciclista         | Equipe       | Tempo   |
| 1. | Attila Valter    | Hungria U23  |         |
| 2. | Tobias Foss      | Noruega U23  | + 15s   |
| 3. | Georg Zimmermann | Alemanha U23 | + 32s   |
| 4. | Giovanni Aleotti | Itália U23   | + 44s   |
| 5. | Ilan Van Wilder  | Bélgica U23  | + 1m10s |

| \| Classificação geral \| Classificação geral \| Classificação geral \| Classificação geral \| Classificação geral \| \| Ciclista \| Ciclista \| Equipe \| Tempo \| \| \| ------------------- \| ------------------- \| ------------------- \| ------------------- \| ------------------- \| \| 1. \| Tobias Foss \| Noruega U23 \| \| \| \| 2. \| Giovanni Aleotti \| Itália U23 \| + 1m10s \| \| \| 3. \| Ilan Van Wilder \| Bélgica U23 \| + \| \| \| 4. \| Clément Champoussin \| França U23 \| + \| \| \| 5. \| Samuele Battistella \| Itália U23 \| + \| \| |                     |             |         |
| |                     |             |         |
| |                     |             |         |
| Classificação geral |                     |             |         |
| Ciclista | Ciclista            | Equipe      | Tempo   |
| 1. | Tobias Foss         | Noruega U23 |         |
| 2. | Giovanni Aleotti    | Itália U23  | + 1m10s |
| 3. | Ilan Van Wilder     | Bélgica U23 | +       |
| 4. | Clément Champoussin | França U23  | +       |
| 5. | Samuele Battistella | Itália U23  | +       |

### 10.ª etapa
| \| Classificação por etapas \| Classificação por etapas \| Classificação por etapas \| Classificação por etapas \| Classificação por etapas \| \| Ciclista \| Ciclista \| Equipe \| Tempo \| \| \| ------------------------ \| ------------------------ \| ------------------------ \| ------------------------ \| ------------------------ \| \| 1. \| Alexander Cepeda \| Equador U23 \| \| \| \| 2. \| Michel Ries \| Luxemburgo U23 \| + 27s \| \| \| 3. \| Iñigo Elosegui \| Espanha U23 \| + 34s \| \| \| 4. \| Jacob Hindsgaul Madsen \| Dinamarca U23 \| + 42s \| \| \| 5. \| Biniam Girmay \| Eritreia U23 \| + 1m10s \| \| |                        |                |         |
| |                        |                |         |
| |                        |                |         |
| Classificação por etapas |                        |                |         |
| Ciclista | Ciclista               | Equipe         | Tempo   |
| 1. | Alexander Cepeda       | Equador U23    |         |
| 2. | Michel Ries            | Luxemburgo U23 | + 27s   |
| 3. | Iñigo Elosegui         | Espanha U23    | + 34s   |
| 4. | Jacob Hindsgaul Madsen | Dinamarca U23  | + 42s   |
| 5. | Biniam Girmay          | Eritreia U23   | + 1m10s |

## Classificações finais
- As classificações finalizaram da seguinte forma:

### Classificação geral
| \| Classificação geral \| Classificação geral \| Classificação geral \| Classificação geral \| Classificação geral \| \| Ciclista \| Ciclista \| Equipe \| Tempo \| \| \| ------------------- \| ------------------- \| ------------------- \| ------------------- \| ------------------- \| \| 1. \| Tobias Foss \| Noruega U23 \| 27h30m09s \| \| \| 2. \| Giovanni Aleotti \| Itália U23 \| + 1m19s \| \| \| 3. \| Ilan Van Wilder \| Bélgica U23 \| + 2m34s \| \| \| 4. \| Clément Champoussin \| França U23 \| + 3m05s \| \| \| 5. \| Georg Zimmermann \| Alemanha U23 \| + 3m48s \| \| \| 6. \| Mauri Vansevenant \| Bélgica U23 \| + 6m55s \| \| \| 7. \| Michel Ries \| Luxemburgo U23 \| + 7m05s \| \| \| 8. \| Jhojan García \| Colômbia U23 \| + 10m48s \| \| \| 9. \| Alexander Cepeda \| Equador U23 \| + 12m27s \| \| \| 10. \| Lars van den Berg \| Países Baixos U23 \| + 13m29s \| \| |                     |                   |           |
| |                     |                   |           |
| Fonte: ProCyclingStats |                     |                   |           |
| Classificação geral |                     |                   |           |
| Ciclista | Ciclista            | Equipe            | Tempo     |
| 1. | Tobias Foss         | Noruega U23       | 27h30m09s |
| 2. | Giovanni Aleotti    | Itália U23        | + 1m19s   |
| 3. | Ilan Van Wilder     | Bélgica U23       | + 2m34s   |
| 4. | Clément Champoussin | França U23        | + 3m05s   |
| 5. | Georg Zimmermann    | Alemanha U23      | + 3m48s   |
| 6. | Mauri Vansevenant   | Bélgica U23       | + 6m55s   |
| 7. | Michel Ries         | Luxemburgo U23    | + 7m05s   |
| 8. | Jhojan García       | Colômbia U23      | + 10m48s  |
| 9. | Alexander Cepeda    | Equador U23       | + 12m27s  |
| 10. | Lars van den Berg   | Países Baixos U23 | + 13m29s  |

### Classificação por pontos
| Classificação por pontos | Classificação por pontos | Classificação por pontos | Classificação por pontos | Classificação por pontos |
| Ciclista                 | Ciclista                 | Equipe                   | Pontos                   |                          |
| ------------------------ | ------------------------ | ------------------------ | ------------------------ | ------------------------ |

### Classificação da montanha
| Classificação da montanha | Classificação da montanha | Classificação da montanha | Classificação da montanha | Classificação da montanha |
| Ciclista                  | Ciclista                  | Equipe                    | Pontos                    |                           |
| ------------------------- | ------------------------- | ------------------------- | ------------------------- | ------------------------- |

### Classificação por equipas
| Classificação por equipes | Classificação por equipes | Classificação por equipes | Classificação por equipes |
| Equipe                    | Equipe                    | Tempo                     |                           |
| ------------------------- | ------------------------- | ------------------------- | ------------------------- |

## Evolução das classificações
| Etapa                 | Vencedor                   | Classificação geral Maillot Jaune | Classificação da montanha Maillot à Pois Rouges | Classificação por pontos Maillot Vert | Classificação por equipas Classement par Équipe |
| --------------------- | -------------------------- | --------------------------------- | ----------------------------------------------- | ------------------------------------- | ----------------------------------------------- |
| 1.ª                   | Mathias Norsgaard          | Mathias Norsgaard                 | Žiga Horvat                                     | Mathias Norsgaard                     | Dinamarca sub-23                                |
| 2.ª                   | Suíça sub-23               | Mathias Norsgaard                 | Žiga Horvat                                     | Mathias Norsgaard                     | Dinamarca sub-23                                |
| 3.ª                   | Ethan Hayter               | Tobias Foss                       | Thomas Deita                                    | Mathias Norsgaard                     | Itália sub-23                                   |
| 4.ª                   | Alfred Wright              | Simon Guglielmi                   | Giovanni Aleotti                                | Mathias Norsgaard                     | Itália sub-23                                   |
| 5.ª                   | Ben Healy                  | Simon Guglielmi                   | Giovanni Aleotti                                | Thomas Pidcock                        | Itália sub-23                                   |
| 6.ª                   | Stefan Bissegger           | Giovanni Aleotti                  | Giovanni Aleotti                                | Thomas Pidcock                        | Itália sub-23                                   |
| 7.ª                   | Harold Tejada              | Mauri Vansevenant                 | Harold Tejada                                   | Mathias Norsgaard                     | Bélgica sub-23                                  |
| 8.ª                   | Alexander Evans            | Tobias Foss                       | Giovanni Aleotti                                | Matteo Jorgenson                      | Bélgica sub-23                                  |
| 9.ª                   | Attila Valter              | Tobias Foss                       | Attila Valter                                   | Matteo Jorgenson                      | Bélgica sub-23                                  |
| 10.ª                  | Jefferson Alexander Cepeda | Tobias Foss                       | Jon Agirre                                      | Matteo Jorgenson                      | Bélgica sub-23                                  |
| Classificações finais | Classificações finais      | Tobias Foss                       | Jon Agirre                                      | Matteo Jorgenson                      | Bélgica sub-23                                  |

## UCI World Ranking
O Tour de l'Avenir outorgou pontos para o UCI World Ranking para corredores das equipas nas categorias UCI World Team, Profissional Continental e Equipas Continentais. As seguintes tabelas mostram o barómetro de pontuação e os 10 corredores que obtiveram mais pontos:
| Posição             | 1.º | 2.º | 3.º | 4.º | 5.º | 6.º | 7.º | 8.º | 9.º | 10.º | 11.º-15.º | 16.º-20.º |
| Classificação geral | 140 | 110 | 80  | 60  | 50  | 40  | 30  | 20  | 10  | 6    | 3         | 1         |
| Por etapa           | 15  | 9   | 5   |     |     |     |     |     |     |      |           |           |
| Líder               | 2   |     |     |     |     |     |     |     |     |      |           |           |

| Classificação |                            |                    |       |       |       |       |
| Posição       | Ciclista                   | Equipa             | Geral | Etapa | Líder | Total |
| ------------- | -------------------------- | ------------------ | ----- | ----- | ----- | ----- |
| 1.º           | Tobias Foss                | Noruega sub-23     | 140   | 10,5  | 6     | 156,5 |
| 2.º           | Giovanni Aleotti           | Itália sub-23      | 110   | -     | 2     | 112   |
| 3.º           | Ilan Van Wilder            | Bélgica sub-23     | 80    | -     | -     | 80    |
| 4.º           | Clément Champoussin        | França sub-23      | 60    | 10    | -     | 70    |
| 5.º           | Georg Zimmermann           | Alemanha sub-23    | 50    | 5     | -     | 55    |
| 6.º           | Mauri Vansevenant          | Bélgica sub-23     | 40    | 9     | 2     | 51    |
| 7.º           | Michel Ries                | Luxemburgo sub-23  | 30    | 18    | -     | 48    |
| 8.º           | Jefferson Alexander Cepeda | Equador sub-23     | 10    | 15    | -     | 25    |
| 9.º           | Ethan Hayter               | Reino Unido sub-23 | -     | 24    | -     | 24    |
| 10.º          | Jhojan García              | Colômbia sub-23    | 20    | -     | -     | 20    |